# Calendulauda alopex
Calendulauda alopex е вид птица от семейство Чучулигови (Alaudidae).

## Разпространение
Видът е разпространен в Етиопия, Кения, Сомалия, Танзания и Уганда.